# Mark-Paul Gosselaar
Mark-Paul Gosselaar (Panorama City, Califórnia, 1 de Março de 1974) é um ator estadunidense, mais conhecido por seus trabalhos como Zack Morris em Saved by the Bell e John Clark em NYPD Blue.

## Biografia

### Vida pessoal
Gosselaar nasceu em Panorama City, no estado da Califórnia, sendo descendente de Hans, um holandês, e Paula, nascida na Indonésia. Seu pai e seus três irmãos nasceram na Holanda, e por influência da família, Mark-Paul fala holandês fluentemente. Ainda adolescente, o jovem morou em Santa Clarita Valley, no sul da Califórnia, onde morou até o colegial.
Gosselaar se casou com Lisa Ann Russell em 26 de Agosto de 1996, e juntos, eles tem um filho chamado Michael Charles, nascido em 31 de Janeiro de 2004, e uma filha, Ava Lorenn, nascida em 7 de Maio de 2006.

### Carreira
Gosselaar começou sua carreira como modelo infantil aos 5 anos de idade, mas só se tornou notório e conhecido ao estrelar Saved by the Bell, entre 1989 e 1993. O seriado de sucesso o lançou ao estrelado, e ele participou até mesmo do programa sucessor, Saved by the Bell: The College Years, que não teve tanto sucesso quanto o original. Após o término do segundo, o ator também se tornou apresentador, ao ser convidado pela emissora para comandar o programa diurno Brains & Brawn, ao lado de Danielle Harris, e posteriormente, Tatyana Ali.
Em 1998, ele estrelou o filme Dead Man on Campus, que apesar de não ter sido um sucesso esmagador, levou Gosselaar de volta a um lugar de destaque na mídia, e o fez ganhar o papel de protagonista da série de televisão Hyperion Bay, que durou 17 episódios. Logo após o cancelamento deste seriado, Mark-Paul ainda participaria de D.C., ainda na The WB.
Entre 2001 e 2005, Gosselaar interpretou o detetive John Clark no seriado de sucesso da ABC, NYPD Blue. Depois do término do programa, ele seria convidado a participar de Commander in Chief, ao lado de estrelas como Geena Davis e Natasha Henstdrige, porém, o programa durou apenas uma temporada, graças a forte concorrência.
Mais recentemente, Mark-Paul Gosselaar pôde ser visto como Jake Ferris na série da HBO, John from Cincinnati, e foi confirmado como membro do elenco de Raising the Bar, nova produção da TNT.

## Filmografia

### Televisão
- 2014-2015 CSI: Crime Scene Investigation como os gêmeos Jared Briscoe e Paul Winthrop
- 2011 Franklin & Bash  como Peter Bash
- 2010 Weeds como Jack
- 2008 Raising the Bar como Jerry Kellerman
- 2007 John from Cincinnati como Jake Ferris
- 2006 Commander in Chief como Richard "Dickie" McDonald
- 2005 Over There como John Moffet
- 2005 NYPD Blue como Det. John Clark, Jr.
- 2001 Law & Order: Special Victims Unit como Peter Ivanhoe/Wesley Jansen
- 2000 D.C. como Pete Komisky
- 1999 Hyperion Bay como Dennis Sweeny
- 1993 Saved by the Bell: The College Years como Zack Morris
- 1993 Saved by the Bell: The New Class como Zack Morris
- 1992 Blossom como Kevin
- 1990 Murphy Brown como Wes
- 1989 Saved by the Bell como Zack Morris
- 1988 Punky Brewster como Walker Wimbley
- 1988 The Wonder Years como Brad Gaines
- 1988 Charles in Charge como Philip
- 1987 Good Morning, Miss Bliss como Zack Morris
- 1986 The Twilight Zone como Tim
- 1986 Stingray como Eric Murray
- 1986 Highway to Heaven como Rolf Baldt

### Cinema
- 2016 Precious Cargo
- 1994 For the Love of Nancy
- 2006 Frehman fall
- 2006 Necessary parties
- 2005 Dying to belong
- 2004 A day in the dirt: A high definition motorcross movie
- 2001 The princess and the marine
- 1998 Dead Man on Campus como Cooper Frederickson
- 1996 Sticks & Stones como Dale
- 1996 Kounterfeit como Paco/Danny
- 1996 Specimen como Mike Hillary
- 1995 Twisted Love como D.J.
- 1994 The St. Tammany Miracle como Carl
- 1993 A Cry in the Wild II como Scott

## Prêmios
| Ano  | Premiação           | Categoria                                 | Indicado(s)                                       | Resultado |
| ---- | ------------------- | ----------------------------------------- | ------------------------------------------------- | --------- |
| 1993 | Young Artist Awards | Melhor ator em série do daytime           | Mark-Paul Gosselaar por Saved by the Bell         | Indicado  |
| 1992 | Young Artist Awards | Melhor ator em série do daytime           | Mark-Paul Gosselaar por Saved by the Bell         | Indicado  |
| 1991 | Young Artist Awards | Melhor ator em série do daytime           | Mark-Paul Gosselaar por Saved by the Bell         | Vencedor  |
| 1990 | Young Artist Awards | Melhor elenco jovem                       | Mark-Paul Gosselaar e elenco de Saved by the Bell | Indicado  |
| 1990 | Young Artist Awards | Melhor ator jovem em uma série de TV paga | Mark-Paul Gosselaar por Good Morning, Miss Bliss  | Indicado  |